# ISO 3166-2:HT
ISO 3166-2:HT es la entrada para Haití en ISO 3166-2, parte de los códigos de normalización ISO 3166 publicados por la Organización Internacional de Normalización (ISO), que define los códigos para los nombres de las principales subdivisiones (p.ej., provincias o estados) de todos los países codificados en ISO 3166-1.
En la actualidad, para Haití los códigos ISO 3166-2 se definen en 10 departamentos.
Cada código consta de dos partes, separadas por un guion. La primera parte es HT, el código para Haití de la ISO 3166-1 alfa-2. La segunda parte tiene dos letras.

## Códigos actuales
Los nombres de las subdivisiones se ordenan según el estándar ISO 3166-2 publicado por la Agencia de Mantenimiento ISO 3166 (ISO 3166/MA).
Los códigos ISO 639 se usan para representar los nombres de las subdivisiones en los siguientes idiomas oficiales:
- (fr): Francés
- (ht): criollo haitiano

Pulsa sobre el botón en la cabecera para ordenar cada columna.
| Código | Nombre de la subdivisión (es) | Nombre de la subdivisión (fr) | Nombre de la subdivisión (ht) |
| ------ | ----------------------------- | ----------------------------- | ----------------------------- |
| HT-AR  | Artibonito                    | Artibonite                    | Latibonit                     |
| HT-CE  | Centro                        | Centre                        | Sant                          |
| HT-GA  | Grand'Anse                    | Grande’Anse                   | Grandans                      |
| HT-NI  | Nippes                        | Nippes                        | Nip                           |
| HT-ND  | Norte                         | Nord                          | Nò                            |
| HT-NE  | Noreste                       | Nord-Est                      | Nòdès                         |
| HT-NO  | Noroeste                      | Nord-Ouest                    | Nòdwès                        |
| HT-OU  | Oeste                         | Ouest                         | Lwès                          |
| HT-SD  | Sur                           | Sud                           | Sid                           |
| HT-SE  | Sureste                       | Sud-Est                       | Sidès                         |

## Cambios
Los siguientes cambios de entradas han sido anunciados en los boletines de noticias emitidos por el ISO 3166/MA desde la primera publicación del ISO 3166-2 en 1998, cesando esta actividad informativa en 2013.
| Informe         | Fecha de emisión                     | Descripción del cambio reportado                                                  | Cambio de código o subdivisión       |
| --------------- | ------------------------------------ | --------------------------------------------------------------------------------- | ------------------------------------ |
| ISO 3166-2:2007 | 2007-12-13                           | Segunda edición de la ISO 3166-2 (este cambio no fue anunciado en boletín alguno) | Subdivisiones añadidas: HT-NI Nippes |
| Newsletter II-3 | 2011-12-13 (corregido el 2011-12-15) | Ajuste de idioma.                                                                 |                                      |

Los siguientes cambios a la entrada figuran en el listado del catálogo en línea de la ISO:
| Fecha real del cambio | Breve descripción del cambio                                    |
| --------------------- | --------------------------------------------------------------- |
| 2015-11-27            | Cambio ortográfico de HT-GA; se actualiza el origen de la lista |